# Chrzowitz
Chrzowitz (polnisch Chrzowice, 1936–1945 Oderfelde) ist ein Ort in der Stadt- und Landgemeinde Prószków im Powiat Opolski der Woiwodschaft Opole in Polen.

## Geographie
Das Straßendorf Chrzowitz liegt sechs Kilometer nordöstlich von Proskau und acht Kilometer südlich von Opole (Oppeln) in der Nizina Śląska (Schlesischen Tiefebene). Östlich von Chrzowitz fließt die Oder. Durch den Ort verläuft die Droga krajowa 46.
Nachbarorte von Chrzowitz sind im Westen Zlattnik (Złotniki) und Chrzumczütz (Chrząszczyce), im Norden Follwark (Folwark) und im Süden Boguschütz (Boguszyce).

## Geschichte

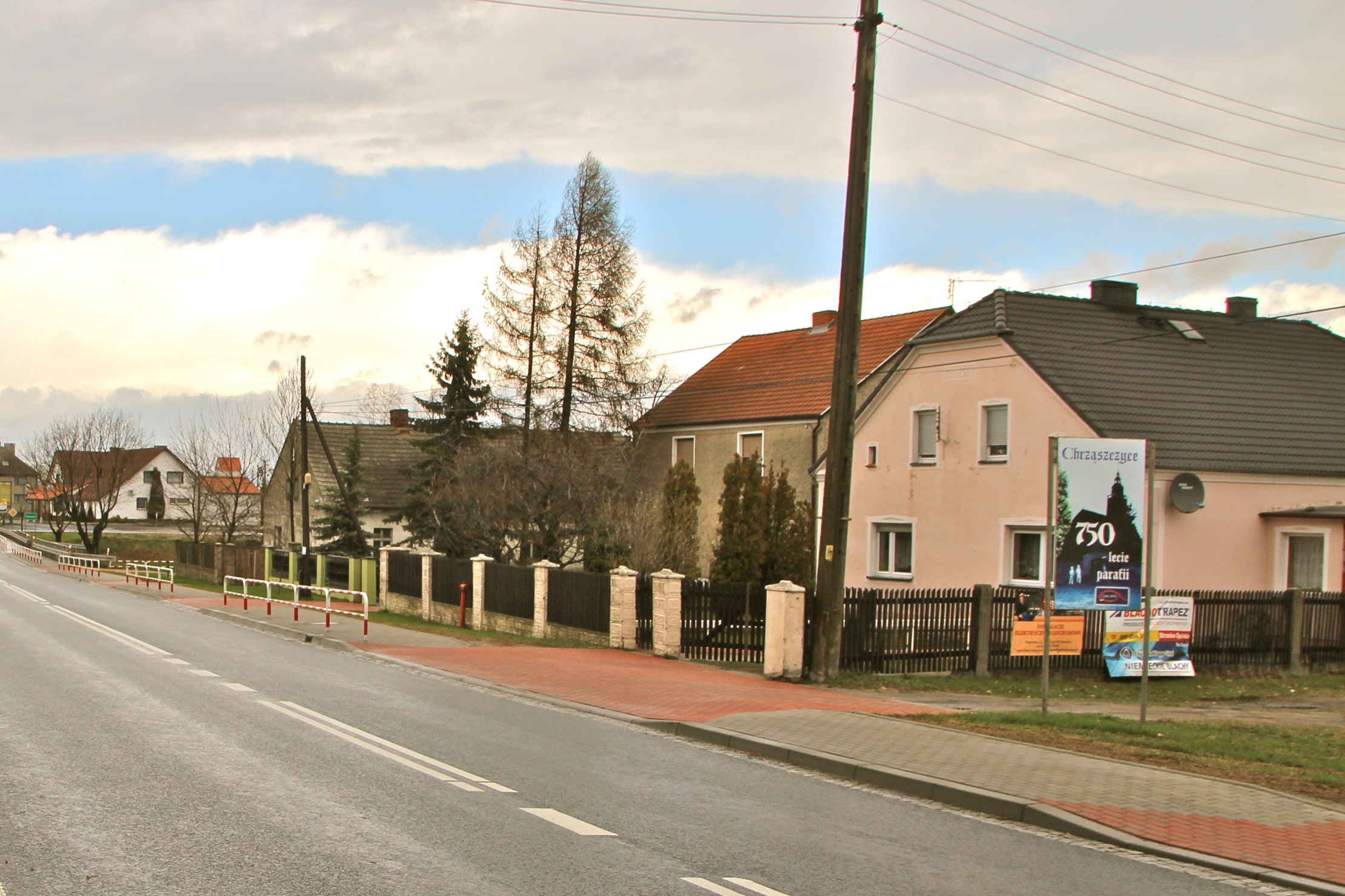
Ortsbild an der DK 46

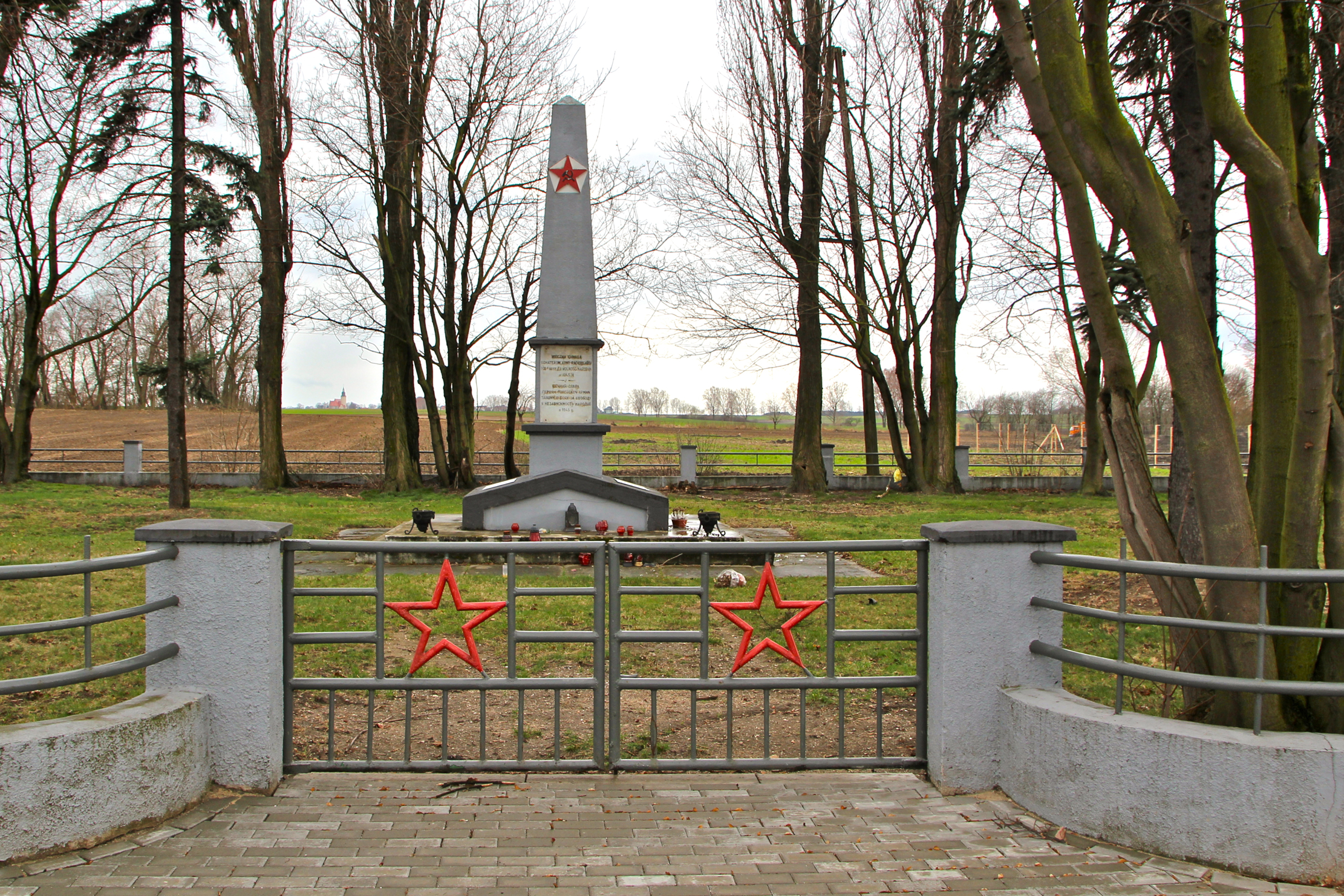
Ehemaliger Sowjetischer Friedhof mit Obelisk

„Clchowici“ wurde 1260 erstmals urkundlich erwähnt. 1531 ist es in der Schreibweise „Krztzowitze“ belegt. 
Nach dem Ersten Schlesischen Krieg 1742 fiel Chrzowitz mit dem größten Teil Schlesiens an Preußen. 1784 hatte Chrowitz, das damals zur Herrschaft Proskau gehörte, acht Bauern und sechs Gärtner. Johann Ernst Tramp: Beyträge zur Beschreibung von Schlesien
Nach der Neuorganisation der Provinz Schlesien gehörte die Landgemeinde Chrzowitz ab 1816 zum Landkreis Oppeln, mit dem es bis 1945 verbunden blieb. 1818 zählte Chrzowitz acht Bauern und sechs Gärtner. 1865 wurden zehn Bauern, sechs Gärtner, ein Häusler und zwei Angerhäusler verzeichnet sowie ein Kretschmer, ein Schmied, ein Müller, zwei Getreidehändler und zwei Graupenhändler. Die Schüler waren nach Boguschütz eingeschult. 1874 wurde der Amtsbezirk Sczepanowitz gebildet, dem die Landgemeinden Chrzowitz, Follwark, Gorrek, Sczepanowitz, Vogtsdorf und Winau sowie die Gutsbezirke Sczepanowitz-Domäne und Winau-Domäne zugewiesen wurden.
Bei der Volksabstimmung in Oberschlesien am 20. März 1921 stimmten 48 Wahlberechtigte für einen Verbleib bei Deutschland und 60 für die Zugehörigkeit zu Polen. Chrzowitz verblieb beim Deutschen Reich. 1933 lebten im Ort 164 Einwohner. Am 19. Mai 1936 wurde Chrzowitz in Oderfelde umbenannt. 1939 hatte Oderfelde 207 Einwohner.
Als Folge des Zweiten Weltkriegs fiel Oderfelde mit dem größten Teil Schlesiens 1945 an Polen und wurde in Chrzowice umbenannt. Die deutsche Bevölkerung wurde, soweit sie nicht vorher geflohen war, vertrieben. Die neu angesiedelten Bewohner waren teilweise Zwangsumgesiedelte aus Ostpolen, das an die Sowjetunion gefallen war.
Von 1945 bis 1950 gehörte Chrzowice zur Woiwodschaft Schlesien, anschließend zur Woiwodschaft Opole und von 1975 bis 1998 wiederum zur Woiwodschaft Opole. Seit 1999 gehört es zum Powiat Opolski.
Am 11. Juli 2006 wurde in der Landgemeinde Proskau, der Chrzowice angehört, Deutsch als zweite Amtssprache eingeführt. Am 30. April 2010 erhielt der Ort zusätzlich den amtlichen deutschen Ortsnamen Chrzowitz.

## Friedhof für gefallene Sowjetsoldaten
An der nördlichen Ortsgrenze zu Folwark wurde 1949 ein Friedhof für gefallene Sowjetsoldaten angelegt. Auf diesem wurde ein Denkmal in Form eines Obelisken mit rotem Sowjetstern errichtet. Im Zuge der landesweiten Dekommunisierung des öffentlichen Raums wurde der Obelisk am 23. März 2022 abgebaut. Am 11. Mai 2022 wurde an der gleichen Stelle ein Denkmal zum Gedenken an die Opfer des Zweiten Weltkriegs enthüllt, in der Form eines katholischen und eines orthodoxen Kreuzes.

## Sehenswürdigkeiten
- Wegkapelle mit Glockenturm aus dem Jahr 1736
- Wegkapelle, erbaut in der zweiten Hälfte des 19. Jahrhunderts, zugleich den Gefallenen des Ersten Weltkriegs gewidmet.
- Steinernes Wegkreuz aus dem Jahr 1960, anstelle eine Wegkreuzes aus dem Jahr 1878.